# Assistenza clienti
L'assistenza clienti, o servizio clienti, è la fornitura di un servizio ai clienti prima, durante e dopo l'acquisto di un prodotto o di una prestazione. 

## Descrizione
Efrain Turban l'ha definita come «una serie di attività progettate per aumentare il livello di soddisfazione del cliente, dandogli la sensazione che un prodotto o un servizio incontri le sue aspettative». 
La sua importanza varia a seconda del prodotto, dell'industria e del cliente: la merce difettosa, per esempio, può essere cambiata nei centri di assistenza clienti, pur se in presenza dello scontrino ed entro un determinato lasso di tempo. In Italia, secondo quanto stabilito dal D.lgs. 24/2002, la restituzione può avvenire entro due mesi dalla scoperta del difetto di conformità, concetto più esteso rispetto a quello di merce difettosa. 

## Il ruolo
Nell'organizzazione aziendale complessiva del processo di vendita, l'assistenza clienti gioca un ruolo importante nella capacità di una organizzazione di generare ricavi e profitti. Da questo punto di vista, il servizio clienti dovrebbe essere parte di un approccio complessivo teso al miglioramento sistematico del processo stesso, poiché un'esperienza di assistenza positiva è in grado di modificare l'opinione del cliente riguardo all'intera organizzazione.